# Trizay-Coutretot-Saint-Serge
Trizay-Coutretot-Saint-Serge é uma comuna francesa na região administrativa do Centro, no departamento Eure-et-Loir. Estende-se por uma área de 11,2 km². Em 2010 a comuna tinha 453 habitantes (densidade: 40,4 hab./km²).